# نادي مورا
مدرسة مورا لكرة القدم (بالسلوفينية: Nogometna šola Mura)‏ ويُشار إليه عادة باسم مورا هو فريق كرة قدم سلوفيني يلعب في مدينة مورسكا سوبوتا. تأسس الفريق عام 2012، ويلعب حاليًا في الدوري السلوفيني PrvaLiga، الدرجة الأولى في كرة القدم السلوفينية. الملعب الرئيسي للنادي هو ملعب مدينة فازانيريجا بسعة 4،506 مقعدًا.
بدأ النادي المنافسة في الدرجة الرابعة لكرة القدم السلوفينية في عام 2013، وتم ترقيته إلى الدرجة الأولى بحلول عام 2018. في عام 2020، فاز مورا بأول لقب كبير بعد فوزه بالكأس الوطني السلوفيني. بعد عام، أصبحوا أبطال الدوري السلوفيني الأول. الملقب بـ «السود والبيض» (بالسلوفينية: Čarno-bejli)‏، يلعبون مبارياتهم على أرضهم في مجموعات سوداء مع خطوط بيضاء، والمباريات الخارجية في مجموعات بيضاء بالكامل.

## التاريخ
بعد موسم 2012-13، واجه نادي مورا (القديم) صعوبات مالية وتم حله. استخدم النادي الذي تم إنشاؤه حديثًا نادي الشباب لتسجيل فريق لموسم 2013-14 تحت اسم نادي مورا. كان موسمهم الأول من اللعب في الدرجة الرابعة، حيث احتلوا المركز الثاني وحصلوا على ترقية إلى الدوري السلوفيني الثالث. في 2016-17 و2017-18، حصل مورا على ترقيات متتالية للوصول إلى دوري الدرجة الأولى في كرة القدم السلوفينية لأول مرة. في 2018-19، احتل النادي المركز الرابع في دوري سلوفينيا لكرة القدم وتأهل إلى الدوري الأوروبي 2019–20، أول مسابقة أوروبية لهم. وفاز النادي بأول شرف له في عام 2020، بفوزه على نادي الدرجة الثانية نافتا 1903 في نهائي كأس سلوفينيا لكرة القدم في 24 يونيو.
في 2020-21، فاز مورا بأول لقب له في الدوري السلوفيني بعد فوزه على ماريبور 3-1 في الجولة الأخيرة من الموسم وانتهى بنفس عدد النقاط مثل ماريبور، ولكن بسجل أفضل في المواجهات المباشرة.
في 26 أغسطس 2021، صنع مورا التاريخ بالتأهل لأول مرحلة مجموعات على الإطلاق في مسابقة الأندية الأوروبية. لعبوا ضد شتورم جراتس في الدور الفاصل من الدوري الأوروبي لكنهم خسروا 5-1 في مجموع المباراتين. نتيجة لذلك، دخلوا في الدوري الأوروبي، ليصبحوا ثاني فريق سلوفيني على الإطلاق، بعد ماريبور، يلعب في مرحلة المجموعات من المسابقة الأوروبية. بعد ذلك، تم ضم مورا إلى مجموعة إلى جانب فيتيس ورين وتوتنهام هوتسبر. بعد خسارة أول أربع مباريات في المجموعة، تسبب مورا في مفاجأة بفوزه على توتنهام 2-1 على أرضه بهدف في الدقيقة الأخيرة من أمادي ماروسا. وصفت الصحافة الإنجليزية النتيجة بأنها واحدة من أكثر الهزائم المهينة في تاريخ توتنهام بأكمله، بالنظر إلى أنهم خاضوا نهائي دوري أبطال أوروبا مؤخرًا في عام 2019.

## الملعب
يلعب مورا مبارياته على أرضه على ملعب مدينة فازانيريجا في مورسكا سوبوتا، سلوفينيا. تم بناء الملعب في الأصل عام 1936 وتم توسيعه وتجديده عدة مرات منذ ذلك الحين. تبلغ سعتها حاليًا 4506 مقاعد مغطاة. مع تضمين مساحة الوقوف، تبلغ السعة الإجمالية للملعب حوالي 4700.

## الفريق الحالي
| الرقم. | المركز. | الدولة | اللاعب                |
| ------ | ------- | ------ | --------------------- |
| 2      | FW      | SVN    | Kai Cipot             |
| 3      | DF      | SVN    | Klemen Pucko          |
| 7      | MF      | SVN    | Alen Kozar            |
| 8      | MF      | CRO    | Luka Bobičanec        |
| 9      | DF      | SVN    | Matic Maruško         |
| 10     | MF      | SVN    | تومي هورفات           |
| 11     | DF      | SVN    | Žiga Kous             |
| 13     | DF      | CRO    | Marin Karamarko       |
| 14     | MF      | SVN    | نيك لوربيك            |
| 17     | FW      | SVN    | Amadej Maroša         |
| 18     | MF      | BIH    | ماركو بركيتش          |
| 19     | FW      | BIH    | Nardin Mulahusejnović |

| No. | Pos. | Nation | Player                                         |
| --- | ---- | ------ | ---------------------------------------------- |
| 21  | DF   | SVN    | Žan Karničnik                                  |
| 23  | DF   | SVN    | Klemen Šturm                                   |
| 24  | MF   | SVN    | Tio Cipot                                      |
| 27  | FW   | SVN    | Žiga Škoflek                                   |
| 30  | DF   | SVN    | يان غورينك                                     |
| 32  | MF   | GER    | سامسوندين أورو                                 |
| 33  | FW   | SVN    | Mitja Lotrič (on loan from Würzburger Kickers) |
| 44  | DF   | BIH    | Azur Mahmić                                    |
| 47  | FW   | CRO    | Mihael Klepač                                  |
| 69  | GK   | CRO    | Matko Obradović                                |
| 77  | MF   | MNE    | ستانيسا مانديتش                                |
| 90  | GK   | SVN    | Marko Zalokar                                  |

## تاريخ الدوري
| الموسم  | الدوري                              | الموقع  | عدد النقاط | المركز            |
| ------- | ----------------------------------- | ------- | ---------- | ----------------- |
| 2013-14 | الدوري السلوفيني (مستوى 4)          | الثاني  | 15-7-4     | غير مؤهل          |
| 2014-15 | الدوري السلوفيني لكرة القدم - الشرق | الرابعة | 15-3-8     | غير مؤهل          |
| 2015–16 | الدوري السلوفيني لكرة القدم - الشرق | الثاني  | 18-3-5     | دور الـ 16        |
| 2016–17 | الدوري السلوفيني لكرة القدم - الشرق | الثاني  | 20-3-3     | غير مؤهل          |
| 2017-18 | الدوري السلوفيني لكرة القدم         | الأول   | 23-3-4     | الدور ربع النهائي |
| 2018-19 | الدوري السلوفيني لكرة القدم         | الرابعة | 13-13-10   | نصف النهائي       |
| 2019-20 | الدوري السلوفيني لكرة القدم         | الرابعة | 14-14-8    | الفائزون          |
| 2020-21 | الدوري السلوفيني لكرة القدم         | الأول   | 17-12-7    | دور الـ 16        |

## السجل الأوروبي
آخر تحديث في نوفمبر 2021
| دوري أبطال أوروبا         | 4  | 2 | 1 | 1  | 7  | 3  |
| الدوري الأوروبي           | 9  | 3 | 1 | 5  | 12 | 15 |
| الدوري الأوروبي للمؤتمرات | 5  | 1 | 0 | 4  | 4  | 11 |
| المجموع                   | 18 | 6 | 2 | 10 | 23 | 29 |

جميع النتائج (ذهاباً وإياباً) تُسجّل حصيلة أهداف مورا أولاً.
| موسم      | مسابقة                    | مستدير                   | النادي            | الصفحة الرئيسية | بعيدا | Agg. |
| --------- | ------------------------- | ------------------------ | ----------------- | --------------- | ----- | ---- |
| 2019-20   | الدوري الأوروبي           | الجولة التأهيلية الأولى  | مكابي حيفا        | 2-3             | 0-2   | 2-5  |
| 2020–21   | الدوري الأوروبي           | الجولة التأهيلية الأولى  | نومي كالجو        | —               | 4–0   | —    |
| 2020–21   | الدوري الأوروبي           | الجولة التأهيلية الثانية | AGF               | 3–0             | —     | —    |
| 2020–21   | الدوري الأوروبي           | الجولة التأهيلية الثالثة | ايندهوفن ايندهوفن | 1-5             | —     | —    |
| 2021 - 22 | دوري أبطال أوروبا         | الجولة التأهيلية الأولى  | شكينديجا          | 5–0             | 1–0   | 6-0  |
| 2021 - 22 | دوري أبطال أوروبا         | الجولة التأهيلية الثانية | لودوغورتس رازغراد | 0–0             | 1-3   | 1-3  |
| 2021 - 22 | الدوري الأوروبي           | الجولة التأهيلية الثالثة | نادي جالغيريس     | 0–0             | 1–0   | 1–0  |
| 2021 - 22 | الدوري الأوروبي           | جولة فاصلة               | شتورم جراتس       | 1-3             | 0-2   | 1-5  |
| 2021 - 22 | الدوري الأوروبي للمؤتمرات | المجموعة G               | فيتيس             | 0-2             | 1-3   | —    |
| 2021 - 22 | الدوري الأوروبي للمؤتمرات | المجموعة G               | توتنهام هوتسبر    | 2-1             | 1-5   | —    |
| 2021 - 22 | الدوري الأوروبي للمؤتمرات | المجموعة G               | رين               | 1-2             | 0-1   | —    |

## الألقاب

### الدوري
ألقاب الدوري
- دوري سلوفينيا لكرة القدم
  - الفائزون: 2020-21 (أُعلن الدوري في فبراير من ذلك العام)
- الدوري السلوفيني الثاني
  - الفائزون: 2017-18
- الدوري السلوفيني الثالث
  - الوصيف: 2015–16، 2016–17
- الدوري السلوفيني لكرة القدم (الدرجة الرابعة)
  - الوصيف: 2013-14

ألقاب أخرى
- كأس سلوفينيا
  - الفائز: 2019-20
- كأس إم إن زيد مورسكا سوبوتا
  - الفائز: 2016–17، 2017–18